# 1010 Марлен
1010 Марлен (1010 Marlene) — астероїд головного поясу, відкритий 12 листопада 1923 року.
Тіссеранів параметр щодо Юпітера — 3,264.